# Delphacodes flava
Delphacodes flava är en insektsart som beskrevs av Metcalf 1943. Delphacodes flava ingår i släktet Delphacodes och familjen sporrstritar.
Artens utbredningsområde är Ukraina. Inga underarter finns listade i Catalogue of Life.